# Sousa (Paraíba)
Sousa is een gemeente in de Braziliaanse deelstaat Paraíba. De gemeente telt 69.554 inwoners (schatting 2017).

## Aangrenzende gemeenten
De gemeente grenst aan Aparecida, Lastro, Marizópolis, Nazarezinho, Santa Cruz, São Francisco, São João do Rio do Peixe, São José da Lagoa Tapada en Vieirópolis.

## Geboren
- Tiquinho Soares (1991), voetballer